# Spanyolország az 1964. évi nyári olimpiai játékokon
Spanyolország a japán Tokióban megrendezett 1964. évi nyári olimpiai játékok egyik részt vevő nemzete volt. Az országot az olimpián 9 sportágban 51 sportoló képviselte, akik érmet nem szereztek.

## Atlétika
Férfi
| Versenyző           | Versenyszám | Előfutam | Előfutam | Előfutam | Negyeddöntő | Negyeddöntő | Negyeddöntő | Elődöntő | Elődöntő | Elődöntő | Döntő         | Döntő         |
| Versenyző           | Versenyszám | Idő      | Hely.    | Össz.    | Idő         | Hely.       | Össz.       | Idő      | Hely.    | Össz.    | Idő           | Helyezés      |
| ------------------- | ----------- | -------- | -------- | -------- | ----------- | ----------- | ----------- | -------- | -------- | -------- | ------------- | ------------- |
| Rogelio Rivas       | 100 m       | 11,12    | 8.       | 63.      | kiesett     | kiesett     | kiesett     | kiesett  | kiesett  | kiesett  | kiesett       | kiesett       |
| Francisco Aritmendi | 5000 m      | 14:05,0  | 4.       | 15.      |             |             |             |          |          |          | kiesett       | kiesett       |
| Fernando Aguilar    | 5000 m      | 14:29,2  | 12.      | 37.      |             |             |             |          |          |          | kiesett       | kiesett       |
| Fernando Aguilar    | 10 000 m    |          |          |          |             |             |             |          |          |          | nem ért célba | nem ért célba |

| Versenyző          | Versenyszám | Selejtező | Selejtező | Döntő    | Döntő    |
| Versenyző          | Versenyszám | Eredmény  | Helyezés  | Eredmény | Helyezés |
| ------------------ | ----------- | --------- | --------- | -------- | -------- |
| Luis María Garriga | Magasugrás  | 203 cm    | 21.       | kiesett  | kiesett  |
| Ignacio Sola       | Rúdugrás    | 460 cm    | 19.       | 440 cm   | 15.*     |
| Luis Felipe Areta  | Távolugrás  | 746 cm    | 10.       | 734 cm   | 6.       |
| Luis Felipe Areta  | Hármasugrás | 15,41 m   | 20.       | kiesett  | kiesett  |

* - két másik versenyzővel azonos eredményt ért el

## Birkózás
Kötöttfogású
| Versenyző   | Versenyszám | 1. forduló                    | 2. forduló                       | 3. forduló        | 4. forduló        | 5. forduló        | Döntő             | Helyezés    |
| Versenyző   | Versenyszám | Ellenfél Eredmény             | Ellenfél Eredmény                | Ellenfél Eredmény | Ellenfél Eredmény | Ellenfél Eredmény | Ellenfél Eredmény | Helyezés    |
| ----------- | ----------- | ----------------------------- | -------------------------------- | ----------------- | ----------------- | ----------------- | ----------------- | ----------- |
| José Panizo | 97 kg       | Heinz Kiehl (EUA) · kétvállas | Peter Jutzeler (SUI) · kétvállas | kiesett           | kiesett           | kiesett           | kiesett           | helyezetlen |

## Gyeplabda
| Spanyol férfi gyeplabdacsapat-játékoskeret                                                                        | Spanyol férfi gyeplabdacsapat-játékoskeret                                                                       |
| --- | --- |
| - Francisco Amat - Jaime Amat - Pedro Amat - Juan Calzado - José Colomer - Carlos del Coso - José Antonio Dinarés | - Eduardo Dualde - Jaime Echevarría - Ignacio Macaya - Luis Usoz - Julio Solaun - Narciso Ventalló - Jorge Vidal |

### Eredmények
Csoportkör
B csoport
| Csapat                      | M | Gy | D | V | G+ | G– | Gk  | P  |
| --------------------------- | - | -- | - | - | -- | -- | --- | -- |
| India (IND)                 | 7 | 5  | 2 | 0 | 18 | 4  | +14 | 12 |
| Spanyolország (ESP)         | 7 | 4  | 3 | 0 | 16 | 3  | +13 | 11 |
| Hollandia (NED)             | 7 | 4  | 1 | 2 | 20 | 4  | +16 | 9  |
| Egyesült Német Csapat (EUA) | 7 | 2  | 5 | 0 | 9  | 4  | +5  | 9  |
| Malajzia (MAS)              | 7 | 2  | 2 | 3 | 11 | 13 | –2  | 6  |
| Belgium (BEL)               | 7 | 2  | 2 | 3 | 10 | 13 | –3  | 6  |
| Kanada (CAN)                | 7 | 1  | 0 | 6 | 5  | 25 | –20 | 2  |
| Hongkong (HKG)              | 7 | 0  | 1 | 6 | 3  | 26 | –23 | 1  |

| 1964. október 11. 10:00 | Spanyolország (ESP) | 1 – 1   | Hollandia (NED) |  |
| 1964. október 11. 10:00 | F. Amat             | (1 – 0) | Terlingen       |  |

| 1964. október 12. 14:15 | Spanyolország (ESP) | 3 – 0   | Malajzia (MAS) |  |
| 1964. október 12. 14:15 | F. Amat 2 Dualde    | (2 – 0) |                |  |

| 1964. október 14. 11:40 | India (IND)  | 1 – 1   | Spanyolország (ESP) |  |
| 1964. október 14. 11:40 | Mohinder Lal | (0 – 0) | Dualde              |  |

| 1964. október 15. 10:00 | Spanyolország (ESP)    | 3 – 0   | Kanada (CAN) |  |
| 1964. október 15. 10:00 | Dualde J. Amat F. Amat | (0 – 0) |              |  |

| 1964. október 17. 11:40 | Spanyolország (ESP) | 1 – 1   | Egyesült Német Csapat (EUA) |  |
| 1964. október 17. 11:40 | Dualde              | (0 – 0) | Ehrlich                     |  |

| 1964. október 18. 11:40 | Spanyolország (ESP)          | 4 – 0   | Hongkong (HKG) |  |
| 1964. október 18. 11:40 | Colomer F. Amat Dualde Vidal | (1 – 0) |                |  |

| 1964. október 19. 10:00 | Spanyolország (ESP) | 3 – 0   | Belgium (BEL) |  |
| 1964. október 19. 10:00 | F. Amat 3           | (2 – 0) |               |  |

Elődöntő
| 1964. október 21. 12:15 | Pakisztán (PAK) | 3 – 0   | Spanyolország (ESP) |  |
| 1964. október 21. 12:15 | Ahmad Dan 2 Din | (1 – 0) |                     |  |

Bronzmérkőzés
| 1964. október 23. 12:15 | Ausztrália (AUS)      | 3 – 2 (h. u.)  | Spanyolország (ESP) |  |
| 1964. október 23. 12:15 | E. Pearce 2 McWatters | (1 – 0, 1 – 2) | Macaya 2            |  |

| Csapat              | Helyezés |
| ------------------- | -------- |
| Spanyolország (ESP) | 4.       |

## Kerékpározás

### Országúti kerékpározás
| Versenyző                                                           | Versenyszám     | Idő                   | Helyezés |
| ------------------------------------------------------------------- | --------------- | --------------------- | -------- |
| Mariano Díaz Díaz                                                   | Mezőnyverseny   | 4:39:51,75 (+0:00,12) | 32.      |
| José Manuel Lasa                                                    | Mezőnyverseny   | 4:39:51,74 (+0:00,11) | 23.      |
| José Manuel López                                                   | Mezőnyverseny   | 4:39:51,74 (+0:00,11) | 5.       |
| Jorge Mariné                                                        | Mezőnyverseny   | 4:39:51,76 (+0:00,13) | 34.      |
| Mariano Díaz Díaz José Goyeneche José Manuel López Luis Santamarina | Csapat időfutam | 2:30:55,26 (+4:24,07) | 8.       |

## Lovaglás
Díjugratás
| Versenyző                                         | Ló                         | Versenyszám | 1. forduló | 1. forduló | 2. forduló | 2. forduló | Összesen | Összesen |
| Versenyző                                         | Ló                         | Versenyszám | Pont       | Hely.      | Pont       | Hely.      | Pont     | Helyezés |
| ------------------------------------------------- | -------------------------- | ----------- | ---------- | ---------- | ---------- | ---------- | -------- | -------- |
| Francisco Goyoaga                                 | Kif Kif B                  | Egyéni      | 19,00      | 22.        | 16,00      | 17.        | 35,00    | 18.      |
| Enrique Martínez                                  | Eolo IV                    | Egyéni      | 24,00      | 27.        | 16,00      | 17.        | 40,00    | 25.      |
| Antonio Queipo                                    | Infernal                   | Egyéni      | 20,00      | 23.        | 23,75      | 30.        | 43,75    | 26.      |
| Francisco Goyoaga Enrique Martínez Antonio Queipo | Kif Kif B Eolo IV Infernal | Csapat      | 63,00      | 7.         | 55,75      | 8.         | 118,75   | 8.       |

## Ökölvívás
| Versenyző        | Versenyszám  | Selejtező         | 32-es főtábla                                    | Nyolcaddöntő            | Negyeddöntő             | Elődöntő          | Döntő             | Helyezés |
| Versenyző        | Versenyszám  | Ellenfél Eredmény | Ellenfél Eredmény                                | Ellenfél Eredmény       | Ellenfél Eredmény       | Ellenfél Eredmény | Ellenfél Eredmény | Helyezés |
| ---------------- | ------------ | ----------------- | ------------------------------------------------ | ----------------------- | ----------------------- | ----------------- | ----------------- | -------- |
| Agustín Senin    | Harmatsúly   |                   | Law Hon Pak (HKG) · RSC                          | kiesett                 | kiesett                 | kiesett           | kiesett           | 17.      |
| Valentín Loren   | Pehelysúly   |                   | Hszü Hung-csin (Hsu Hung-Cheng) (ROC) · kizárták | kiesett                 | kiesett                 | kiesett           | kiesett           | 17.      |
| Domingo Barrera  | Könnyűsúly   | erőnyerő          | Wolfgang Schmitt (EUA) · 4-1                     | Hector Pace (ARG) · 4-1 | Jim McCourt (IRL) · 1-4 | kiesett           | kiesett           | 5.       |
| Miguel Velázquez | Kisváltósúly | erőnyerő          | Jonekura Hódzsi (JPN) · 2-3                      | kiesett                 | kiesett                 | kiesett           | kiesett           | 17.      |

## Sportlövészet
Férfi
| Versenyző                 | Versenyszám          | Pont | Helyezés |
| ------------------------- | -------------------- | ---- | -------- |
| Juan Thomas               | Gyorstüzelő pisztoly | 574  | 33.      |
| Juan García               | Szabadpisztoly       | 545  | 12.      |
| Pedro Medina              | Sportpuska, fekvő    | 579  | 62.      |
| Jaime Bladas              | Trap                 | 186  | 25.      |
| José Luis Alonso Berbegal | Trap                 | 184  | 31.      |

## Úszás
Férfi
| Versenyző                                                       | Versenyszám            | Előfutam | Előfutam | Előfutam | Elődöntő | Elődöntő | Elődöntő | Döntő   | Döntő    |
| Versenyző                                                       | Versenyszám            | Idő      | Hely.    | Össz.    | Idő      | Hely.    | Össz.    | Idő     | Helyezés |
| --------------------------------------------------------------- | ---------------------- | -------- | -------- | -------- | -------- | -------- | -------- | ------- | -------- |
| José Miguel Espinosa                                            | 100 m gyors            | 57,4     | 5.       | 44.      | kiesett  | kiesett  | kiesett  | kiesett | kiesett  |
| Antonio Pérez                                                   | 100 m gyors            | 57,8     | 6.       | 49.      | kiesett  | kiesett  | kiesett  | kiesett | kiesett  |
| Miguel Torres                                                   | 1500 m gyors           | 17:36,0  | 4.       | 9.       |          |          |          | kiesett | kiesett  |
| Jesús Cabrera                                                   | 200 m hát              | 2:19,7   | 4.       | 17.      | kiesett  | kiesett  | kiesett  | kiesett | kiesett  |
| Nazario Padrón                                                  | 200 m mell             | 2:40,5   | 5.       | 18.      | kiesett  | kiesett  | kiesett  | kiesett | kiesett  |
| Joaquín Pujol                                                   | 200 m pillangó         | 2:28,3   | 7.       | 30.      | kiesett  | kiesett  | kiesett  | kiesett | kiesett  |
| Juan Fortuny                                                    | 400 m vegyes           | 5:18,2   | 5.       | 24.      |          |          |          | kiesett | kiesett  |
| Juan Fortuny Miguel Torres Antonio Pérez Antonio Codina         | 4 × 200 m gyorsváltó   | 8:32,6   | 8.       | 14.      |          |          |          | kiesett | kiesett  |
| Jesús Cabrera Nazario Padrón Joaquín Pujol José Miguel Espinosa | 4 × 100 m vegyes váltó | 4:17,4   | 7.       | 12.      |          |          |          | kiesett | kiesett  |

Női
| Versenyző      | Versenyszám    | Előfutam | Előfutam | Előfutam | Elődöntő | Elődöntő | Elődöntő | Döntő   | Döntő    |
| Versenyző      | Versenyszám    | Idő      | Hely.    | Össz.    | Idő      | Hely.    | Össz.    | Idő     | Helyezés |
| -------------- | -------------- | -------- | -------- | -------- | -------- | -------- | -------- | ------- | -------- |
| Rita Pulido    | 100 m gyors    | 1:06,7   | 7.       | 38.      | kiesett  | kiesett  | kiesett  | kiesett | kiesett  |
| Rita Pulido    | 400 m gyors    | 5:06,2   | 6.       | 21.      |          |          |          | kiesett | kiesett  |
| Isabel Castañe | 200 m mell     | 2:55,7   | 5.       | 16.      |          |          |          | kiesett | kiesett  |
| Isabel Castañe | 400 m vegyes   | 5:50,7   | 5.       | 18.      |          |          |          | kiesett | kiesett  |
| María Ballesté | 100 m pillangó | 1:13,1   | 5.       | 24.*     | kiesett  | kiesett  | kiesett  | kiesett | kiesett  |

* - egy másik versenyzővel azonos időt ért el

## Vitorlázás
Nyílt
| Versenyző     | Versenyszám | Futam | Futam | Futam | Futam | Futam | Futam | Futam | Pontszám | Helyezés |
| Versenyző     | Versenyszám | 1     | 2     | 3     | 4     | 5     | 6     | 7     | Pontszám | Helyezés |
| ------------- | ----------- | ----- | ----- | ----- | ----- | ----- | ----- | ----- | -------- | -------- |
| Juan Olabarri | Finn dingi  | 222   | (101) | 101   | 297   | 239   | 415   | 258   | 1532     | 27.      |